# Masters de Shanghái 2017
El Shanghai Rolex Masters 2017 fue un torneo de tenis que perteneció a la ATP en la categoría de ATP World Tour Masters 1000. Se disputó del 9 al 15 de octubre de 2017 en Shanghái (China) sobre canchas duras.

## Puntos y premios

### Distribución de puntos
| Evento               | G    | F   | SF  | CF  | R16 | R32 | R64 | Q  | Q2 | Q1 |
| Individual masculino | 1000 | 600 | 360 | 180 | 90  | 45  | 10  | 16 | 8  | 0  |
| Dobles masculino     | 1000 | 600 | 360 | 180 | 90  | 0   | 0   | —  | —  | —  |

### Premios monetarios
| Evento               | G           | F         | SF        | CF        | R16      | R32      | R64      | Q2     | Q1     |
| Individual masculino | $ 1 192 780 | $ 584 845 | $ 294 345 | $ 149 675 | $ 77 720 | $ 40 975 | $ 22 125 | $ 5100 | $ 2595 |
| Dobles masculino     | $ 369 380   | $ 180 840 | $ 90 710  | $ 46 560  | $ 24 070 | $ 12 700 |          |        |        |

## Cabezas de serie

### Individuales masculino
Los cabezas de serie están establecidos al ranking del 2 de octubre de 2017:
| N.º | Clasif | Jugador               | Puntos antes | Puntos que defender | Puntos ganados | Puntos después | Actuación en el torneo                                 |
| --- | ------ | --------------------- | ------------ | ------------------- | -------------- | -------------- | ------------------------------------------------------ |
| 1   | 1      | Rafael Nadal          | 9875         | 10                  | 600            | 10465          | Final, perdió ante Roger Federer [2]                   |
| 2   | 2      | Roger Federer         | 7505         | 0                   | 1000           | 8505           | Campeón, derrotó a Rafael Nadal [1]                    |
| 3   | 4      | Alexander Zverev      | 4400         | 90                  | 90             | 4400           | Tercera ronda, perdió ante Juan Martín del Potro [16]  |
| 4   | 6      | Marin Čilić           | 4155         | 10                  | 360            | 4505           | Semifinal, perdió ante Rafael Nadal [1]                |
| 5   | 7      | Dominic Thiem         | 3925         | 0                   | 10             | 3935           | Segunda ronda, perdió ante Viktor Troicki              |
| 6   | 9      | Grigor Dimitrov       | 3455         | 45                  | 180            | 3590           | Cuartos de final, perdió ante Rafael Nadal [1]         |
| 7   | 10     | Pablo Carreño         | 2855         | 10                  | 10             | 2855           | Segunda ronda, perdió ante Albert Ramos                |
| 8   | 11     | David Goffin          | 3055         | 180                 | 10             | 2885           | Segunda ronda, perdió ante Gilles Simon                |
| 9   | 13     | Roberto Bautista      | 2525         | 600                 | 10             | 1935           | Primera ronda, perdió ante Hyeon Chung                 |
| 10  | 15     | Sam Querrey           | 2445         | 10                  | 90             | 2525           | Tercera ronda, perdió ante Grigor Dimitrov [6]         |
| 11  | 16     | Kevin Anderson        | 2470         | 45                  | 45             | 2470           | Segunda ronda, perdió ante Jan-Lennard Struff          |
| 12  | 17     | John Isner            | 2470         | 10                  | 90             | 2550           | Tercera ronda, perdió ante Viktor Troicki              |
| 13  | 19     | Nick Kyrgios          | 2045         | 45                  | 10             | 2010           | Primera ronda, se retiró ante Steve Johnson            |
| 14  | 21     | Jack Sock             | 2175         | 180                 | 10             | 2005           | Primera ronda, se retiró ante Alexander Dolgopolov [Q] |
| 15  | 23     | Lucas Pouille         | 1825         | 90                  | 10             | 1745           | Primera ronda, perdió ante Fabio Fognini               |
| 16  | 24     | Juan Martín del Potro | 1865         | 0                   | 360            | 2225           | Semifinal, perdió ante Roger Federer [2]               |

#### Bajas masculinas
| Clasif | Jugador               | Puntos Antes | Puntos a Defender | Puntos Ganados | Puntos Después | Baja debido a         |
| ------ | --------------------- | ------------ | ----------------- | -------------- | -------------- | --------------------- |
| 3      | Andy Murray           | 6295         | 1000              | 0              | 5295           | Lesión de cadera.     |
| 5      | Novak Djokovic        | 4125         | 360               | 0              | 3765           | Lesión de codo.       |
| 8      | Stan Wawrinka         | 3540         | 90                | 0              | 3450           | Lesión de rodilla.    |
| 11     | Milos Raonic          | 2690         | 90                | 0              | 2600           | Lesión en la pierna.  |
| 14     | Kei Nishikori         | 2475         | 0                 | 0              | 2475           | Lesión en la rodilla. |
| 18     | Jo-Wilfried Tsonga    | 2375         | 180               | 0              | 2195           | Lesión en la rodilla. |
| 20     | Tomáš Berdych         | 2195         | 10                | 0              | 2185           | Lesión en la espalda. |
| 21     | Gilles Muller         | 1875         | 0                 | 0              | 1875           | Lesión de codo.       |
| 29     | David Ferrer          | 1435         | 10                | 0              | 1425           | Lesión en el tobillo. |
| 33     | Philipp Kohlschreiber | 1305         | 10                | 0              | 1295           | Enfermedad.           |
| 42     | Gael Monfils          | 1105         | 90                | 0              | 1015           | Lesión de rodilla.    |

### Dobles masculino
| Tenista                       | Ranking | Preclasificados |
| Henri Kontinen John Peers     | 3       | 1               |
| Łukasz Kubot Marcelo Melo     | 7       | 2               |
| Jean-Julien Rojer Horia Tecău | 19      | 3               |
| Jamie Murray Bruno Soares     | 23      | 4               |
| Ivan Dodig Marcel Granollers  | 27      | 5               |
| Raven Klaasen Rajeev Ram      | 34      | 6               |
| Oliver Marach Mate Pavić      | 39      | 7               |
| Ryan Harrison Michael Venus   | 40      | 8               |

## Campeones

### Individual masculino
Roger Federer venció a  Rafael Nadal por 6-4, 6-3 

### Dobles masculino
Henri Kontinen /  John Peers vencieron a  Łukasz Kubot /  Marcelo Melo por 6-4, 6-2

## Transmisión internacional
- Latinoamérica: ESPN